# Frazer Clarke
Frazer Edward Clarke est un boxeur britannique né le 7 août 1991 à Burton upon Trent. 

## Carrière
Sa carrière amateur est principalement marquée par une médaille d'or remportée aux Jeux du Commonwealth 2018 dans la catégorie des poids super-lourds et par une médaille d'argent aux championnats d'Europe 2017.

## Palmarès

### Championnats d'Europe
- Médaille d'argent en +91 kg en 2017 à Kharkiv, Ukraine

### Jeux du Commonwealth
- Médaille d'or en +91 kg en 2018 à Gold Coast, Australie